# Крутинский (Ростовская область)
Крутинский — хутор  в Белокалитвинском районе Ростовской области.
Входит в состав Горняцкого сельского поселения.

## География
Хутор расположен в 15 км (по дорогам) северо-восточнее города Белая Калитва (райцентр), на левом берегу реки Калитва.

## История
История возникновения казачьих поселений по р. Калитве относится к 17 веку. Однако по приказу Петра Первого, по результатам подавления Булавинского восстания, В.В. Долгорукий уже в сентябре 1708 года двинулся со своими войсками на Валуйки и буквально сравнял с землей самовольно основанные поселения казаков по рекам Быстрой, Белой Калитве, Деркулу, Явсугу и Айдару (Принштейн А.П. "Земля Донская в 18 веке", Ростов-на-Дону, 1961 г., стр. 30).
Освоение бассейна Северского Донца вновь началось в 30ые годы 18 века. С 30-х до конца 60-х годов На Калитве казаками построено 8 хуторов (Принштейн А.П. "Земля Донская в 18 веке", Ростов-на-Дону, 1961 г., стр. 65). Так, в переписи 1764 году указано, что казаки Усть-Белокалитвенской станицы выстроили свои хутора на р. Калитве "за неимением вблиз станицы пахотных земель и прочих удобностей" (Принштейн А.П. "Земля Донская в 18 веке", Ростов-на-Дону, 1961 г., стр. 59). 
Первое упоминание о хуторе Поганове (Крутинском) относится к 1822 году. На "Подробной карта Земли Войска Донского 1822 года" хутор обозначен на своем нынешнем месте (на левом берегу р. Калитвы, севернее х. Погорелов (ранее Ефремов), южнее х. Рудаков). На "Специальной карте Западной части России Шуберта 1826-1840 годов" хутор обозначен на том же месте. На тот момент хутор состоял из 44 дворов.
Отдельного внимания требует рассмотрения тот факт, что на "Столистовой карте Российской Империи" 1816 года между хуторами Свинаревы и Ефремовъ (впоследствии Погорелов) указан хутор Бретякинъ (правый береге р. Калитва, напротив нынешнего места расположения х. Крутинского).
В приложении к "Памятной книжке Области войска Донского на 1875 год" "Список населенных мест Области войска Донского по переписи 1873 года" на 193 странице в перечне хуторов юрта Усть-Белокалитвенской станицы указан хутор Крутинский 96 дворов, 689 жителей. Очевидно, что переименование произошло именно в этот временной промежуток.
Согласно данных, опубликованных во "Всеобщая перепись 1897. Область Войска Донского" (стр. 384, 385), в х. Крутинском на момент переписи 152 двора, 152 хозяйства, 429 человек мужского пола, 442 человека женского пола, 871 жителя. Из них казаков донского войска и их семей 714, 5 мещан и 149 крестьян; 339 православных и 532 раскольников (старообрядцев); основной язык русский у 871 человека.

## Население
| 1989 | 2002 | 2010 |
| ---- | ---- | ---- |
| 986  | ↘907 | ↗990 |

### Известные люди
В хуторе родился и умер Рубашкин Алексей Сергеевич — полный кавалер ордена Славы.

## Транспорт
Ранее через хутор Крутинский проходила дорога до хутора Дядина и в хуторе имелся мост. В середине XX века мост был разрушен.
Сейчас рядом с хутором проходит дорога М21 (часть европейского маршрута E 40).